# Lex Atilia Marcia
La lex Atilia Marcia era una ley romana, introducida por los tribunos de la plebe Lucio Atilio Elio y Cayo Marcio Rútilo Censorino en el 311 a. C. La ley autorizaba al pueblo a elegir 16 tribunos militares para cada una de las cuatro legiones.

## Historia
La ley fue aprobada en un contexto de lucha de clases durante la Roma republicana. Antes de esta legislación, los tribunos militares eran seleccionados en lugar de elegidas, siendo el cargo en gran medida otorgado por los magistrados al mando, el dictador o los cónsules.
De este modo, a partir del 311 a. C., los 16 tribunos militares fueron elegidos por votación popular.
También se aprobó una legislación separada que obligaba a la elección de los comisionados navales a cargo de la puesta en servicio y reparación de la flota romana.